# Mercè Riera Manté
Mercè Riera Manté (Granollers, 19 d'agost de 1944) és una promotora social catalana.
Mare de quatre fills, n'ha vist morir dos que eren discapacitats. El 1997 va fundar a la seva casa familiar El Xiprer, un centre d'acollida que des de Granollers atén persones que es troben en situacions d'especial precarietat i que ha arribat a 1.800 persones en 2013.
És patrona de la Fundació Privada Vallès Oriental i el 2007 va rebre la Medalla de la Ciutat de Granollers. El Govern de Catalunya li atorgà la Creu de Sant Jordi el 2014 considerant que "aquesta tasca, participativa i solidària, ha esdevingut de referència en el seu entorn i constitueix un valuós exemple per a la comunitat".